# Wolf Dietrich von Raitenau

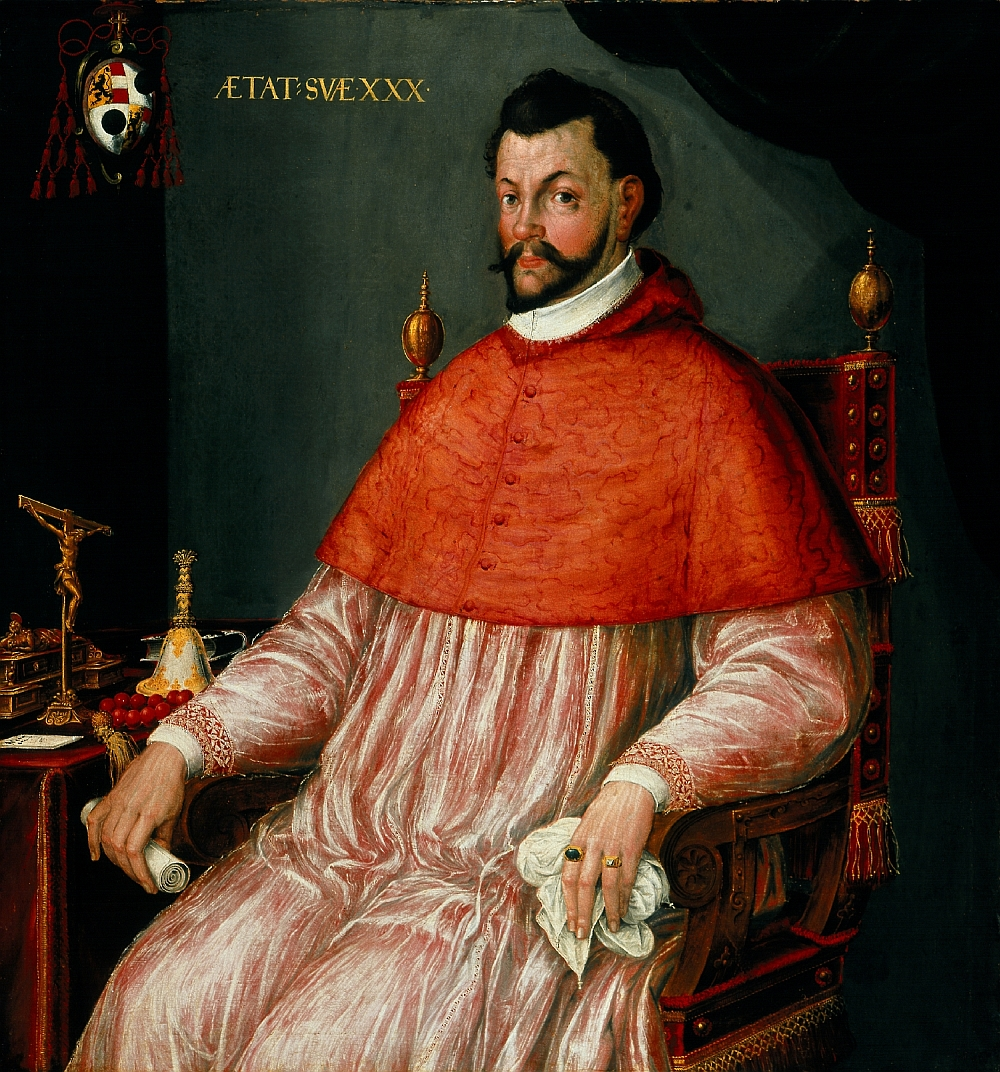
Wolf Dietrich von Raitenau von Kaspar Memberger

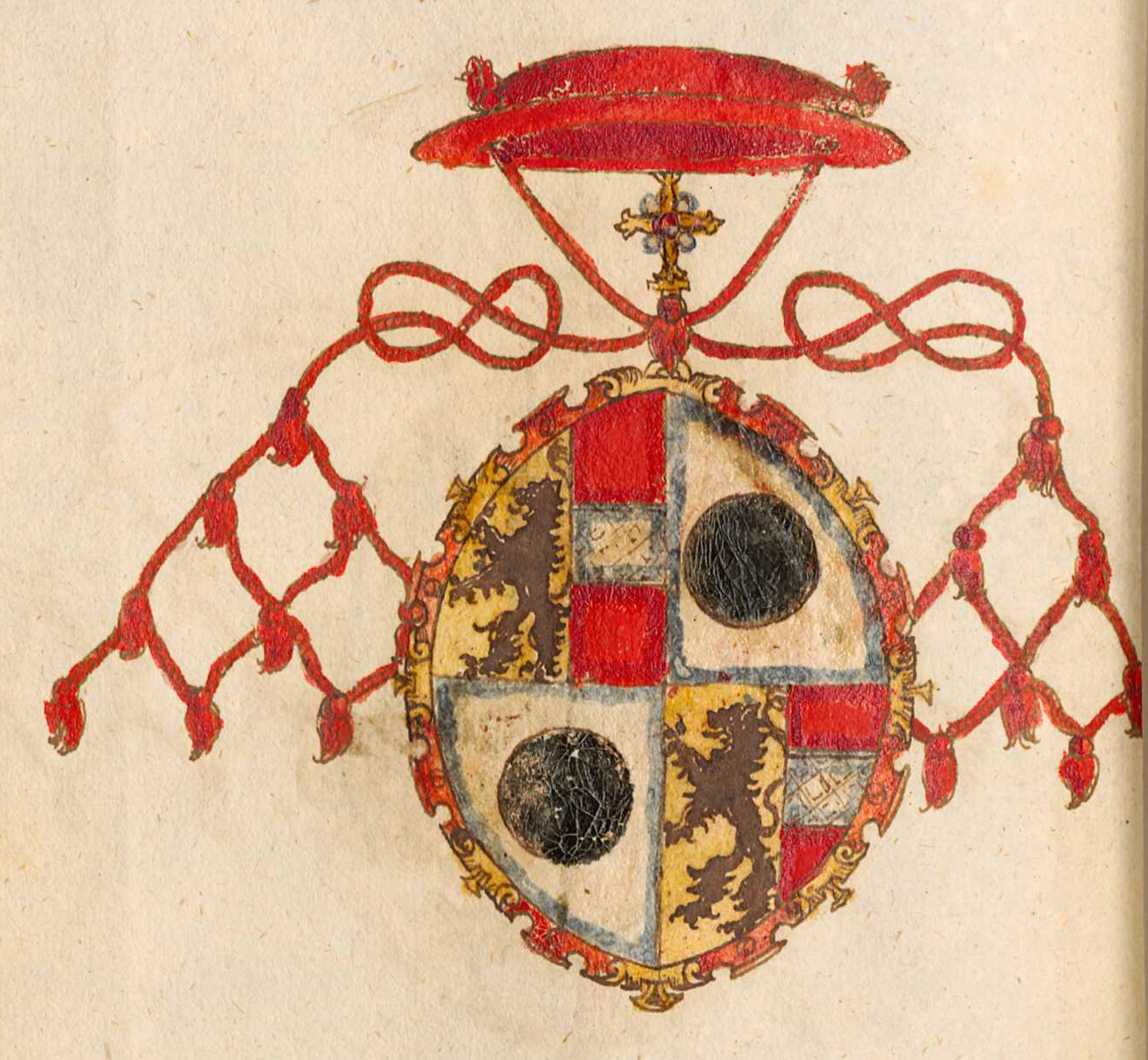
Wappen Wolf Dietrichs als Erzbischof von Salzburg (von 1594)

Wolf Dietrich von Raitenau (* 26. März 1559 in Schloss Hofen (Lochau am Bodensee); † 16. Jänner 1617 auf der Festung Hohensalzburg) war Fürsterzbischof und regierte von 1587 bis 1612 das Erzstift Salzburg. Nach wie vor prägen seine Bauten und Plätze, die er unter Mitwirkung von Vincenzo Scamozzi planen ließ, das Bild der Stadt Salzburg.

## Leben
Wolf Dietrich stammte aus dem süddeutschen Kleinadelsgeschlecht Raitenau, das im Bodenseeraum begütert war. Er war der älteste Sohn des Hans Werner von Raitenau, hatte später acht Halbgeschwister und hatte über seine Mutter Helene von Hohenems, eine Nichte von Giovanni Angelo Medici, dem späteren Papst Pius IV., eine entfernte Verwandtschaft zu den Medici, einer stadtadeligen Familie aus Mailand, die nicht verwandt war mit den Medici aus Florenz. Darüber hinaus war er mit Kardinal Karl Borromäus verwandt, der zu Wolf Dietrichs Lebzeiten heiliggesprochen wurde. Für seine Mutter ließ er nach 1586 in der Pfarrkirche St. Peter und Paul in Orsingen durch Hans Morinck ein Grabmal mit einer lebensgroßen Figur der Gräfin anfertigen; sein Vater wurde in einem überlebensgroßen Monumentalgrab in der Stiftskirche St. Peter (Salzburg) bestattet. Sein Bruder Werner von Raitenau wurde in der durch ihn 1627 angebauten Orsinger Johanniterkapelle (heute Sakristei) bestattet.
Er wurde am Germanicum in Rom ausgebildet. Im Mai 1587 als Kompromisskandidat zum Erzbischof gewählt, wurde er im Oktober desselben Jahres vom Passauer Bischof Urban von Trennbach zum Priester und Bischof geweiht. Schon nach kurzer Zeit führte er Reformen in der Liturgie und Verwaltung durch. Anfänglich verfolgte er eine strikte gegenreformatorische Linie und verwies im Jahr 1589 alle Protestanten der Stadt Salzburg. 1587 war er kurz Fürstabt des Klosters Murbach gewesen. Er rief die Kapuziner und die Augustiner-Eremiten ins Land, um die Gegenreformation weiterzuführen. Wolf Dietrich fand jedoch bald zu einer Politik der Toleranz, die ihn aber der Kurie entfremdete. Er stand mit Tycho Brahe in Kontakt und rezipierte Machiavellis Ideal vom souveränen Renaissancefürsten, das er im frühabsolutistischem Sinn umdeutete. Der hochgebildete Erzbischof besaß einen scharfen Verstand, war aber oft unberechenbar und jähzornig.
Für seine Lebensgefährtin Salome Alt, die ihn auch bei offiziellen Anlässen stets begleitete und mit der er 15 Kinder hatte, ließ er das Schloss Altenau bauen, das von seinem Nachfolger in Mirabell umbenannt wurde.
Zu Fall brachten ihn die Konflikte mit Bayern: Sein Fernbleiben von der Katholischen Liga lief der Politik Maximilians von Bayern zuwider. Weitere Streitpunkte waren der Salzpreis sowie die salzreiche und reichsunmittelbare Fürstpropstei Berchtesgaden, über die Salzburg schon immer seinen Einfluss ausbreiten wollte, die damals aber stark unter bayerischem Einfluss stand. Ein Einmarsch der Salzburger Truppen in Berchtesgaden im Oktober 1611 wurde von den Bayern mit einem Einmarsch in Salzburg beantwortet; Wolf Dietrich wurde auf der Flucht gefasst und bis an sein Lebensende von seinem Nachfolger und Vetter Markus Sittikus Graf von Hohenems zuerst vom 11. Oktober bis 16. November 1611 in der Festung Hohenwerfen und später in der Fürstenstube der Festung Hohensalzburg in strenger Einzelhaft eingesperrt. Er ritzte in die Wand der Festung Hohenwerfen den im Jahr 1905 gefundenen Spruch „Lieb’ ist Leides Anfang“, der sich auf die Liebe zu seiner Lebensgefährtin Salome Alt bezieht (zerstört beim Brand 1931): „Gibt in der Welt vil Trug – Tue recht und fürcht die Lug. – Damit ward ich betrogen – Ich tat recht und ward (belogen) – Lieb ist Laydes Anfangkh – über kurz oder langkh.“ Am Ende seines Lebens hat sich Wolf Dietrich in das Unabänderliche seines Schicksals gefügt und seine Gefangenschaft als gottgewollt angenommen. Seine Barbiere Johannes Strauß und Adam Stainer sagten, Wolf Dietrich habe geäußert, er sei allein schuld an seinem Schicksal, „nur seine geliebten Kinder hätte er gerne um sich gehabt“, ein Wunsch, der ihm bis zu seinem Lebensende nicht mehr erfüllt wurde.
Trotz des plötzlichen Endes seiner Regierung verdankt die Stadt Salzburg ihr barockes Aussehen in erster Linie ihm. Sie ist die älteste Barockstadt in Mitteleuropa und wurde von den späteren Zeitgenossen deswegen „deutsches Rom“ genannt. Diese Vorbildwirkung half dem Barockstil wesentlich bei seiner Verbreitung nördlich der Alpen.

## Bauherr und Kunstmäzen

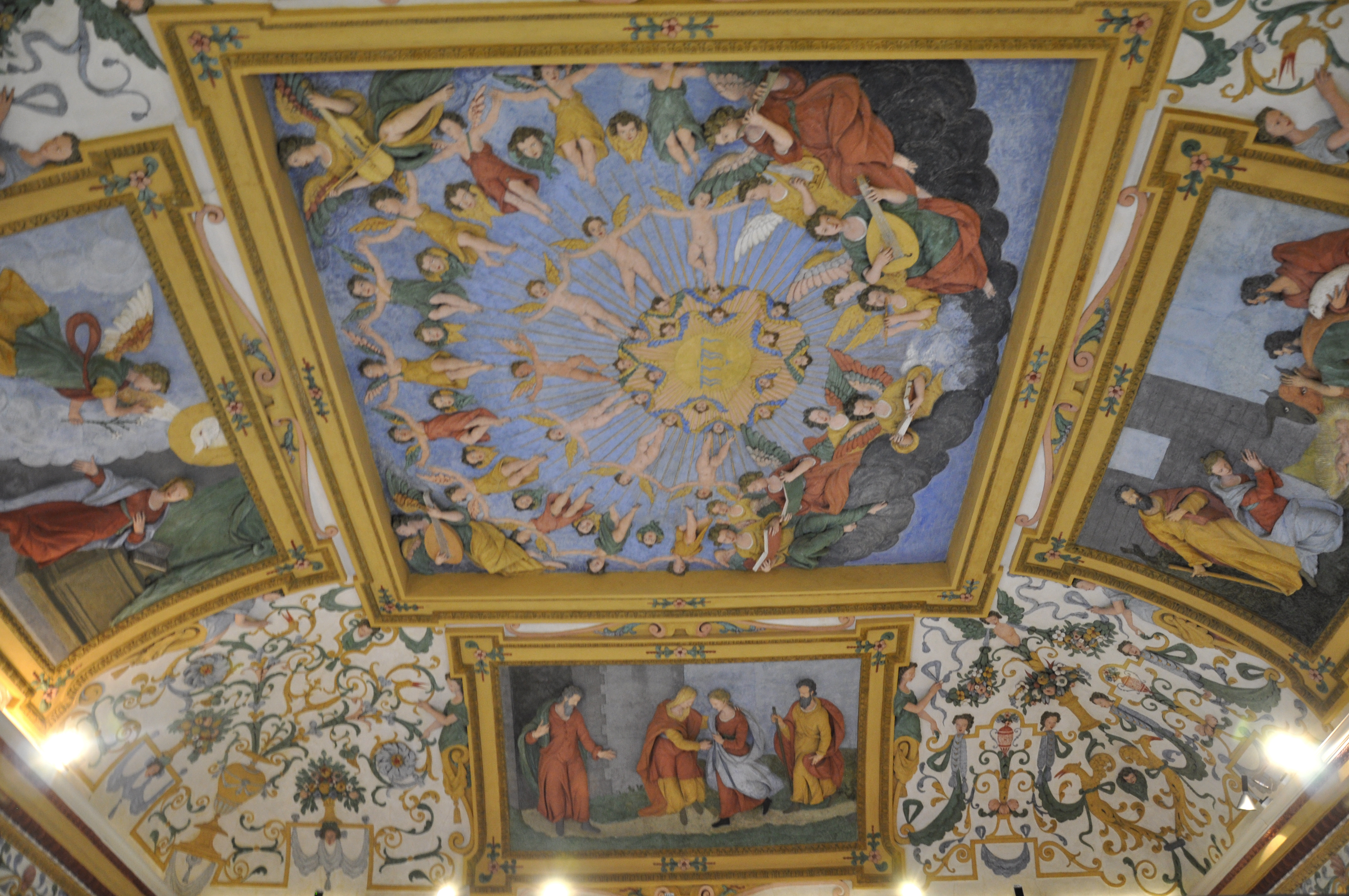
Detail der Decke im Gloriensaal der Neuen Residenz (um 1602)

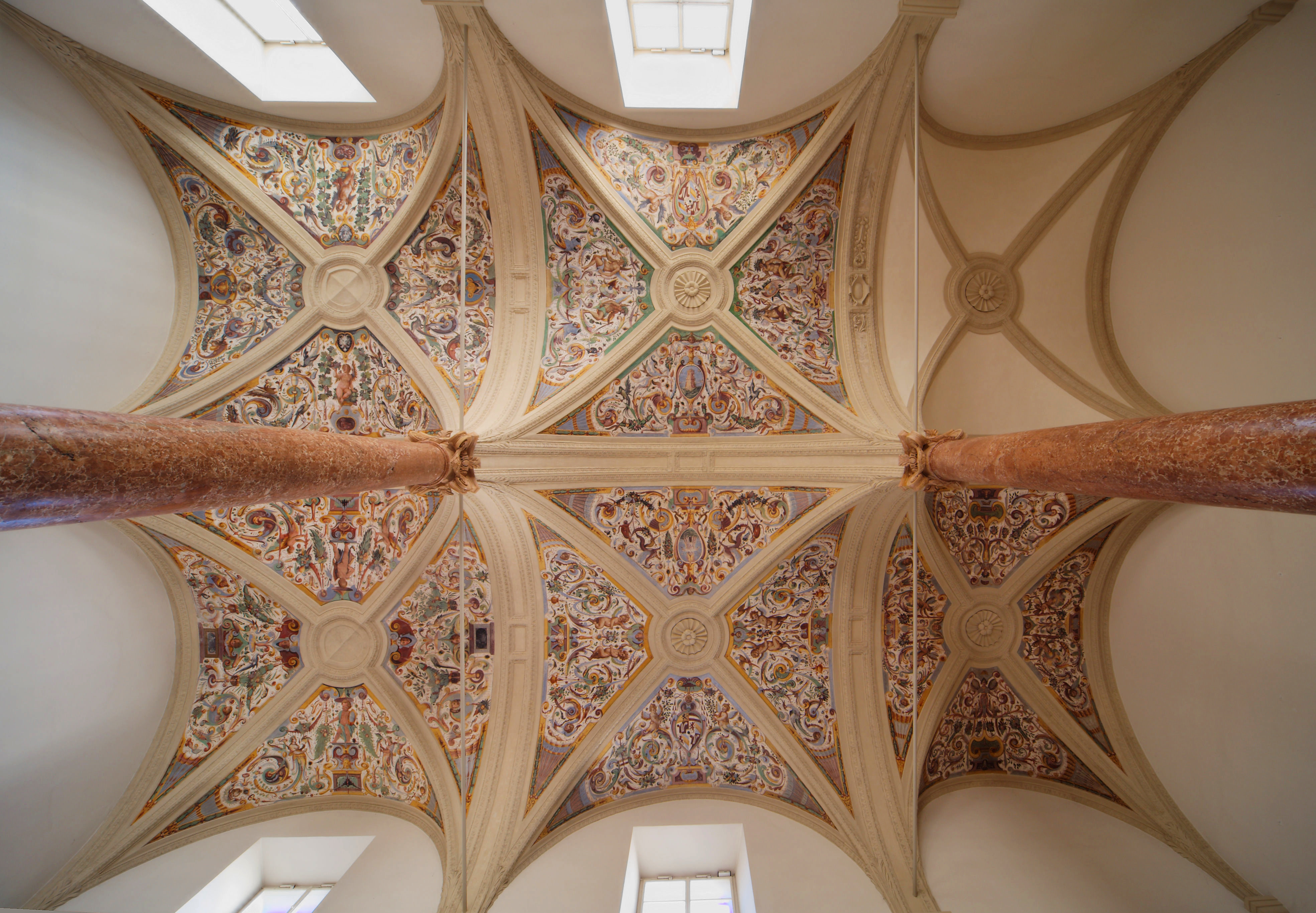
Decke der unter Wolf Dietrich erbauten Sala Terrena in der Residenz

Wolf Dietrich gilt als großer Kunstsammler. Bedeutend ist er vor allem auch als Bauherr; manche Bauten wurden dabei nachträglich geändert, erst nach seiner Regierungszeit fertiggestellt oder kamen nicht zur Ausführung.
Zunächst wurde um 1588 die Neue Residenz im Osten des Domes begonnen, die um 1600 ihre teilweise erhaltene Innenausstattung mit Stuckdecken und Kassettendecken erhielt. Als Nächstes wurde die eigentliche erzbischöfliche Residenz im Westen des Domes in Angriff genommen. Von den zahlreichen Flügeln und drei Höfen existiert nur noch der Teil im Osten. Die nach Westen um zwei Höfe anschließende Gartenanlage mit Grottenhallen wurde um 1790 weitgehend abgetragen und ist nur noch in Teilen erhalten.

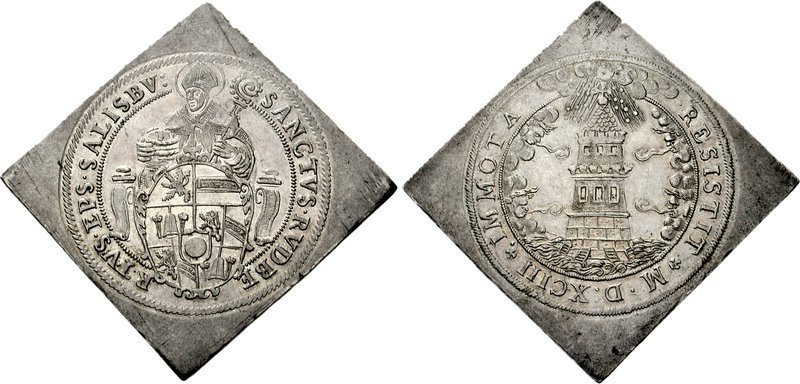
Turmtaler (Klippe) von 1593, Wolf Dietrichs von Raitenau, Erzbischof von Salzburg

Nach dem Brand des Salzburger Doms 1598 wurde die Ruine gemeinsam mit 55 Bürgerhäusern niedergerissen, um Platz für einen neuen Dombau zu machen, der allerdings erst unter seinem Nachfolger (mit veränderter Planung) in Angriff genommen wurde. Die Planungen wurden von Vincenzo Scamozzi durchgeführt, der zugleich einen neuen Raster für die Innenstadt entwarf: Residenz- und Mozartplatz gehen auf diese Planungen zurück.
Die zahlreichen künstlerisch besonderen Turmgepräge, die als Talerteilstücke, Taler und Mehrfachtaler, in Klippenform und als Goldabschläge sowie in mehreren Prägevarianten geschlagen wurden, ließ der Erzbischof zum Gedenken an die Türkenkriege prägen. Sie sind jedoch viel eher Zeugen seiner Tätigkeit als Kunstsammler, da seine Truppen nicht unmittelbar an den Kämpfen beteiligt waren.

## Ableben

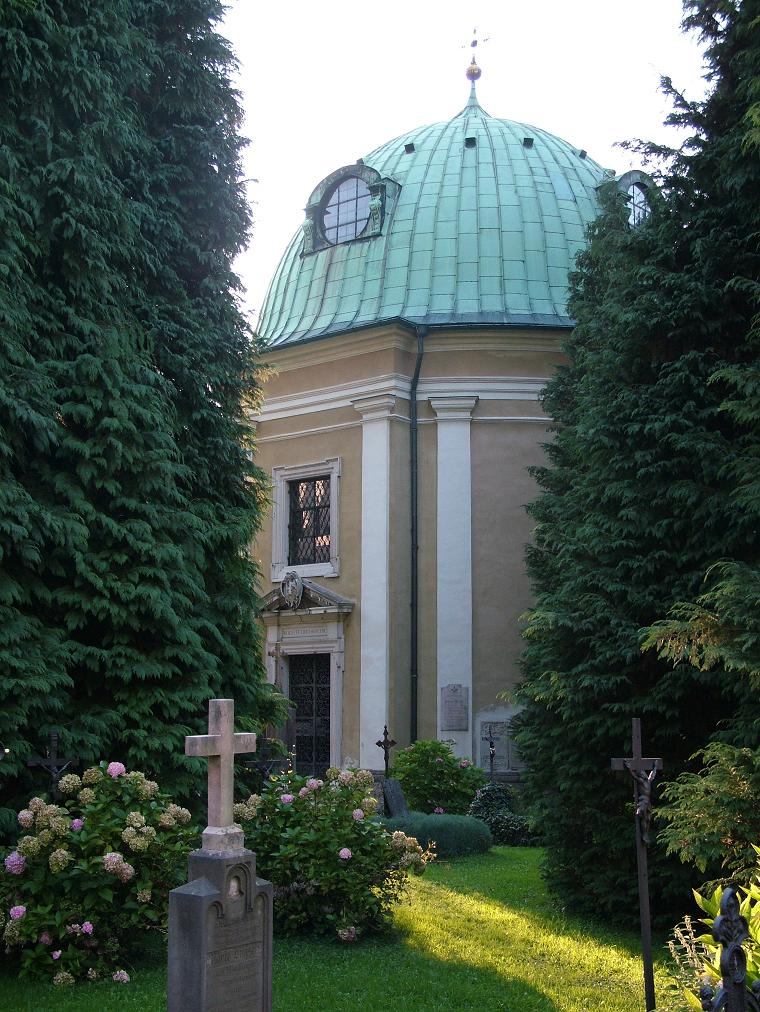
Mausoleum Erzbischof Wolf Dietrichs in St. Sebastian

Wolf Dietrichs Todesnähe äußerte sich anfallsartig durch Zuckungen, Schaum vor dem Mund und linksseitiger Lähmung. Bereits 1605 hatte ihn ein ähnlicher, kleiner Anfall heimgesucht, nach welchem er ca. vier Monate nicht mehr eigenhändig signieren konnte, da seine Rechte gelähmt war; er musste sich eines „Truckerls“, eines Stempels, bedienen.
Nach seinem Ableben wurde wegen der beabsichtigten Schaustellung des Leichnams das Gehirn Wolf Dietrichs nicht geöffnet, die Todesursache Schlaganfall also nicht verifiziert, aber vermutet.
Obwohl Wolf Dietrich schon 1600 für sich ein einfaches Leichenbegängnis verfügt hatte (nur begleitet von Dienern und Franziskanern im Alltagsgewand zur Nachtzeit und ohne Glockengeläute), veranlasste sein Nachfolger Markus Sittikus das genaue Gegenteil. Nach einer öffentlichen Aufbahrung in der St. Veits-Kapelle im Stift St. Peter, bekrönt mit der Inful, wurde er unter Begleitung des Erzbischofs, der Domherren, der Korporationen und Zünfte in die Gabriels-Kapelle in der Mitte des von ihm im Stil eines italienischen Campo Santo angelegten Sebastiansfriedhofs in Salzburg überführt und dort feierlich beigesetzt.

## Nachwirken
Verschiedene Schriftsteller haben Leben und Wirken des Wolf Dietrich von Raitenau literarisch verarbeitet.
- Ein Roman über sein Leben stammt von Arthur Achleitner: Celsissimus – Ein Salzburger Roman. Alfred Schall, Berlin 1902.
- Erhard Buschbeck verfasste einen expressionistischen Roman. Wolf Dietrich. Roman. Wolgast: Der Kentaur, Leipzig 1919.
- Ludwig Huna schrieb einen Roman über Wolf Dietrich von Raitenau: Der Wolf im Purpur, Grethlein, Leipzig 1919.